# На передовій
«На передовій. Військові начерки» — український документальний фільм про військові події на Сході України. Документальний фільм «На передовій» телеканалу ICTV став лідером ефіру. Фільм складений з декількох коротких частин.

## Інформація про фільм
Це фільм про війну на Сході Україну, неприкрашену та з провокаційними шокуючими відеокадрами. У фільмі військові дають інтерв'ю, також фільм зображує хроніку подій і сьогоднішній стан АТО і людей, які беруть в ній участь, так чи інакше.
У суботу 28 червня документальний проєкт «На передовій» на телеканалі ICTV став лідером слоту 22:20-23:20 за комерційними аудиторіями 18-54, 50+ (13, 36%), 14-49, 50+ (13, 06%) і за цільовою аудиторією каналу Чоловіки 25-45, 50+ (18, 77%). Спецпроєкт подивилися понад 5 мільйонів глядачів (rch, Universe).